# Huntsville (Utah)
Huntsville – miasto w Stanach Zjednoczonych, w stanie Utah, w hrabstwie Weber.